# Dennis van der Geest
Dennis van der Geest, (* 27. června 1975 Haarlem, Nizozemsko) je bývalý reprezentant Nizozemska v judu. Je majitelem bronzové olympijské medaile.

## Sportovní kariéra
S judem začal v raném dětství. Jeho otec Cor van der Geest je významnou postavou nizozemského juda a ke sportu přivedl i jeho mladšího bratra Elca. Patřil k mladé generaci těžkých vah, která se mezi seniory začala prosazovala na přelomu tisíciletí. Jeho největším rivalem byl ruský reprezentant Tamerlan Tmenov, na kterého často recept nacházel. V olympijském roce 2000 ho sice na mistrovství Evropy porazil a získal svůj jediný titul v těžké váze, ale Tmenov mu prohru vrátil na olympijských hrách v Sydney v prvním kole.
Vrcholem jeho kariéry byly olympijské hry v Athénách v roce 2004, na které se s bratrem Elcem kvalitně připravil. Ve čtvrtfinále sice prohrál na body s Italem Bianchessim, ale v opravách vybojoval bronzovou olympijskou medaili. V dalších letech šla jeho výkonnost postupně dolů vlivem zranění (pravé rameno). Přípravu na olympijské hry v Pekingu neměl optimální a vypadl v prvním kole s Tmenovem. Vzápětí ukončil sportovní kariéru. Věnuje se svému hobby taneční muzice jako DJ.

## Výsledky

### Váhové kategorie
| Turnaj             | 1994       | 1995       | 1996       | 1997       | 1998       | 1999       | 2000       | 2001       | 2002       | 2003       | 2004       | 2005       | 2006       | 2007       | 2008       |
| Turnaj             | 19         | 20         | 21         | 22         | 23         | 24         | 25         | 26         | 27         | 28         | 29         | 30         | 31         | 32         | 33         |
| Turnaj             | těžká váha | těžká váha | těžká váha | těžká váha | těžká váha | těžká váha | těžká váha | těžká váha | těžká váha | těžká váha | těžká váha | těžká váha | těžká váha | těžká váha | těžká váha |
| ------------------ | ---------- | ---------- | ---------- | ---------- | ---------- | ---------- | ---------- | ---------- | ---------- | ---------- | ---------- | ---------- | ---------- | ---------- | ---------- |
| Olympijské hry     |            |            | —          |            |            |            | úč.        |            |            |            | 3.         |            |            |            | úč.        |
| Mistrovství světa  |            | —          |            | úč.        |            | úč.        |            | úč.        |            | 2.         |            | úč.        |            | úč.        |            |
| Mistrovství Evropy | —          | —          | —          | 2.         | —          | 7.         | 1.         | úč.        | 3.         | úč.        | 3.         | 3.         | úč.        | úč.        | —          |
| ME juniorů         | 2.         | 3.         |            |            |            |            |            |            |            |            |            |            |            |            |            |

### Bez rozdílu vah
| Turnaj             | 1994 | 1995 | 1996 | 1997 | 1998 | 1999 | 2000 | 2001 | 2002 | 2003 | 2004 | 2005 | 2006 | 2007 | 2008 |
| Turnaj             | 19   | 20   | 21   | 22   | 23   | 24   | 25   | 26   | 27   | 28   | 29   | 30   | 31   | 32   | 33   |
| ------------------ | ---- | ---- | ---- | ---- | ---- | ---- | ---- | ---- | ---- | ---- | ---- | ---- | ---- | ---- | ---- |
| Mistrovství světa  |      | —    |      | 3.   |      | 3.   |      | 3.   |      | —    |      | 1.   |      | —    | —    |
| Mistrovství Evropy | —    | —    | úč.  | 5.   | 3.   | 3.   | úč.  | 2.   | 1.   | 2.   | —    | —    | 5.   | —    |      |